# Copidosoma hispanicum
Copidosoma hispanicum är en stekelart som först beskrevs av Mercet 1921.  Copidosoma hispanicum ingår i släktet Copidosoma och familjen sköldlussteklar. Inga underarter finns listade i Catalogue of Life.